# NGC 1401
NGC 1401 é uma galáxia lenticular localizada na direcção da constelação de Eridanus. Possui uma declinação de -22° 43' 28" e uma ascensão recta de 3 horas, 39 minutos e 21,8 segundos.
A galáxia NGC 1401 foi descoberta em 9 de Dezembro de 1784 por William Herschel.